# دولنی ویزد (ناحیه پرروف)
دولنی ویزد (ناحیه پرروف) (به چکی: Dolní Újezd) یک منطقهٔ مسکونی در جمهوری چک است که در ناحیه پرروف واقع شده‌است. دولنی ویزد ۷٫۹۱ کیلومتر مربع مساحت و ۱٬۱۵۸ نفر جمعیت دارد و ۲۸۵ متر بالاتر از سطح دریا واقع شده‌است.